# هانس یوخن فوگل
هانس یوخن فوگل (انگلیسی: Hans-Jochen Vogel; زاده ۳ فوریهٔ ۱۹۲۶ – درگذشته ۲۶ ژوئیهٔ ۲۰۲۰) سیاست‌مدار اهل آلمان بود.
هانس یوخن فوگل در ۲۶ ژوئیه ۲۰۲۰، در سن ۹۴ سالگی در مونیخ درگذشت.